# صوفيا بلعطار
صوفيا بلعطار (من مواليد 9 فبراير 1995) هي لاعبة جودو مغربية.
حصلت صوفيا على الميدالية الفضية في منافسات وزن 63 كجم للسيدات في بطولة إفريقيا للجودو التي أقيمت في كيب تاون بجنوب أفريقيا في 2019. وفازت بالميدالية الفضية في منافسات وزن 63 كغم في بطولة إفريقيا للجودو التي أقيمت في أنتاناناريفو بمدغشقر في 2020.